# Luigi Rovati
Luigi Rovati, född 24 november 1904 i Cinisello Balsamo, död 8 mars 1989, var en italiensk boxare.
Rovati blev olympisk silvermedaljör i tungvikt i boxning vid sommarspelen 1932 i Los Angeles.